# Uri Kaufmann

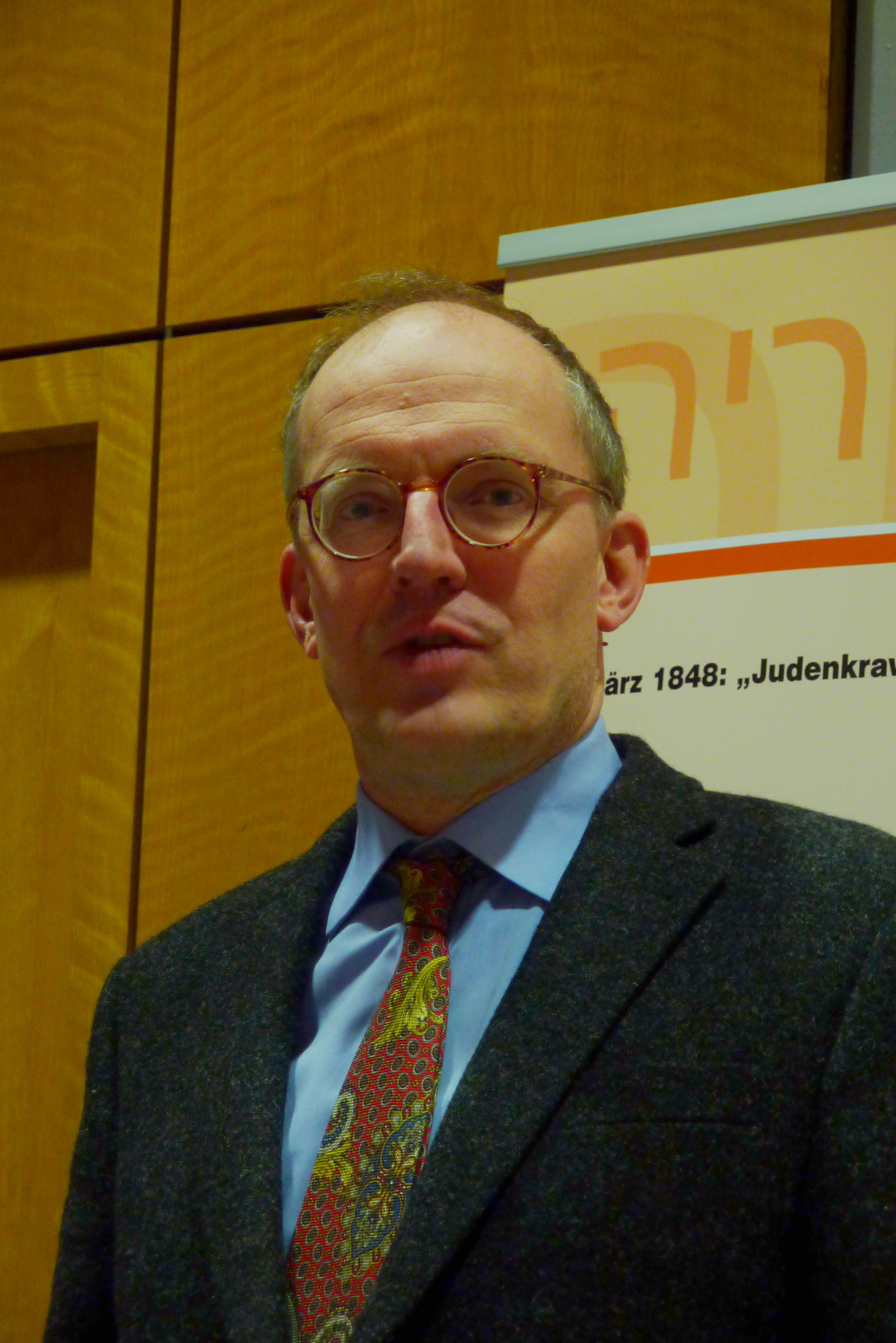
Uri Kaufmann (2012)

Uri Kaufmann (auch: Robert Uri Kaufmann und Uri Robert Kaufmann; * 3. Juli 1957 in Zofingen) ist ein Schweizer Historiker und Autor. Er war von September 2011 bis Juni 2023 Leiter der Alten Synagoge in Essen.

## Leben
Uri Kaufmann studierte von 1977 bis 1983 an der Hebräischen Universität in Jerusalem Geschichte und wurde 1987 mit einer Dissertation über Jüdische und christliche Viehhändler in der Schweiz 1780–1930 an der Universität Zürich promoviert. Er war wissenschaftlicher Mitarbeiter an der Hochschule für Jüdische Studien in Heidelberg, Lehrbeauftragter an der Pädagogischen Hochschule Heidelberg und entwickelte Konzepte für das Jüdische Museum Berlin. Vom 1. September 2011 war er Leiter der Alten Synagoge in Essen. Dr. Diana Matut wurde im Frühjahr 2023 vom Rat der Stadt Essen als Nachfolgerin bestimmt.

## Werke (Auswahl)
- Juden in Luzern. Zofingen 1984
- Jüdische und christliche Viehhändler in der Schweiz 1780–1930. Chronos, Zürich 1988 (Dissertation Universität Zürich 1987)
- Bibliographie zur Geschichte der Juden in der Schweiz. (auf der Basis des Werkes von Annie Fraenkel hrsgg. und aktualisiert), Saur, München 1993
- Jüdisches Leben heute in Deutschland (Hrsg.). Inter Nationes, Bonn 1993
- Kleine Geschichte der Juden in Europa. Cornelsen Scriptor, Berlin 2003
- Die Beerfeldener Juden 1691–1942. Stadt Beerfelden, Beerfelden 2003
- Kleine Geschichte der Juden in Baden. Braun, Karlsruhe 2007
- Die Schweiz und der deutsche Südwesten. Wahrnehmung, Nähe und Distanz im 19. und 20. Jahrhundert (Hrsg.). Oberrheinische Studien Bd. 25, Thorbecke, Ostfildern 2007
- Der Oberrat der Israeliten Badens. In: Jüdisches Leben in Baden 1809 bis 2009. 200 Jahre Oberrat der Israeliten Badens, Ostfildern 2009, ISBN 978-3-7995-0827-8, S. 145–157